# Comisión del Océano Índico

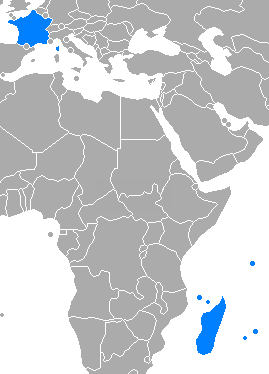
Mapa de los miembros.

La Comisión del Océano Índico (COI) (Commission de l'Océan Indien en francés) es una organización intergubernamental que une a Comores, Madagascar, Mauricio, Francia (por Reunión) y las Seychelles por su relación con el Índico.
Las Maldivas son observadores de la comisión.

## Objetivos
- Cooperación diplomática
- Cooperación comercial y económica
- Cooperación en el campo de la agricultura, pesca marítima y la conservación de recursos y ecosistemas.
- Cooperación en los campos culturales, científicos, técnicos y judiciales.

Otros objetivos planteados eran incrementar el comercio y fomentar las tradiciones culturales para crear lazos en el área. También lo es atraer turismo.